# Fernando Muslera
Néstor Fernando Muslera Micol (* 16. června 1986 Buenos Aires) je uruguayský profesionální fotbalový brankář, který chytá za argentínský klub Estudiantes de La Plata. Mezi lety 2009 a 2022 odchytal také 133 utkání v dresu uruguayské reprezentace, se kterou v roce 2011 vyhrál Copa América.
Muslera se zúčastnil Mistrovství světa 2010 v Jihoafrické republice, Mistrovství světa 2014 v Brazílii, Mistrovství světa 2018 v Rusku a Mistrovství světa 2022 v Kataru.

## Klubová kariéra
Postupně hrál za kluby Montevideo Wanderers FC, Nacional Montevideo, SS Lazio a Galatasaray SK.

## Reprezentační kariéra
V A-týmu Uruguaye debutoval v roce 2009.
Zúčastnil se Mistrovství světa 2010 v Jihoafrické republice, kde tým Uruguaye obsadil konečné čtvrté místo. Trenér Óscar Tabárez jej nominoval na Mistrovství světa 2014 v Brazílii. V prvním utkání Uruguaye v základní skupině D proti Kostarice inkasoval 3 góly a semifinalista z předchozího světového šampionátu překvapivě prohrál 1:3. Ve druhém zápase proti Anglii měl podíl na výhře 2:1.